# جيمس إي. بومان
جيمس إي. بومان (بالإنجليزية: James E. Bowman)‏ هو عالم أمراض وعالم وراثة وطبيب أمريكي، ولد في 5 فبراير 1923 في واشنطن العاصمة في الولايات المتحدة، وتوفي في 28 سبتمبر 2011 في شيكاغو في الولايات المتحدة.